# Кучаш
Кучаш (баш. Күсәш) — село в Калтасинском районе Республики Башкортостан Российской Федерации. Входит в состав Новокильбахтинского сельсовета. 

## География

### Географическое положение
Расстояние до:
- районного центра (Калтасы): 40 км,
- центра сельсовета (Новокильбахтино): 8 км,
- ближайшей ж/д станции (Янаул): 50 км.

## История
В «Списке населенных мест по сведениям 1870 года», изданном в 1877 году, населённый пункт упомянут как деревня Кучашева 3-го стана Бирского уезда Уфимской губернии. Располагалась при речке Кучаше, в 90 верстах от уездного города Бирска и в 60 верстах от становой квартиры в селе Касево. В деревне, в 136 дворах жили 739 человек (401 мужчина и 338 женщин, тептяри), были мечеть, училище, водяная мельница. Жители занимались земледелием, скотоводством.

## Население
| 2002 | 2009 | 2010 |
| ---- | ---- | ---- |
| 334  | ↘304 | ↘252 |

Национальный состав
Согласно переписи 2002 года, преобладающие национальности — татары (67 %), башкиры (31 %).